# Omaggio a Delacroix

Omaggio a Delacroix (in lingua originale "Hommage à Delacroix") è un ritratto collettivo realizzato nel 1864 da Henri Fantin-Latour. Il dipinto raffigura un gruppo di artisti e letterati contemporanei riuniti intorno a un ritratto di Eugene Delacroix, per rendere omaggio, a un anno dalla sua scomparsa, al celebre pittore romantico. Tra i presenti sono riconoscibili tra gli altri lo stesso autore Fantin-Latour in camicia bianca e con la tavolozza in mano, Charles Baudelaire ultimo seduto a destra e grande ammiratore di Delacroix, Édouard Manet in piedi alla sinistra del quadro e James Whistler in piedi di fronte al quadro.
L'opera fu presentata al Salon del 1864 dove ottenne giudizi non troppo positivi dai critici che gli rimproverano la struttura statica e fotografica e il colore cupo. 
Nonostante questo il quadro fu apprezzato nell'ambiente artistico e Fantin-Latour si dedicò con successo ad altri ritratti collettivi di pittori e scrittori della sua cerchia: Angolo di tavola e L'atelier di Batignolles.
L'opera, una grande tela ad olio di 160 x 250 cm, è conservata al Museo d'Orsay di Parigi.